# مجموعة ميزوهو المالية

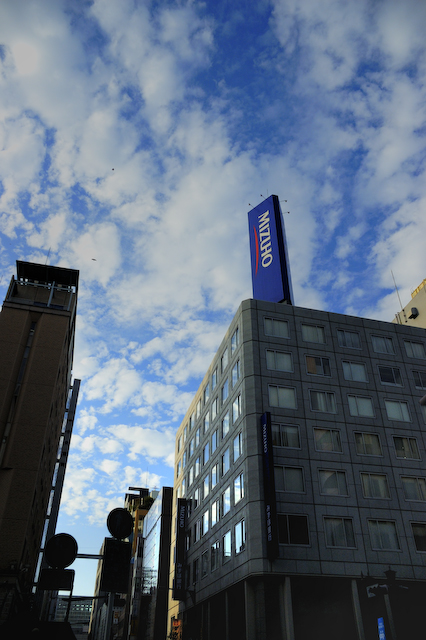
فرع بنك ميزوهو في جينزا

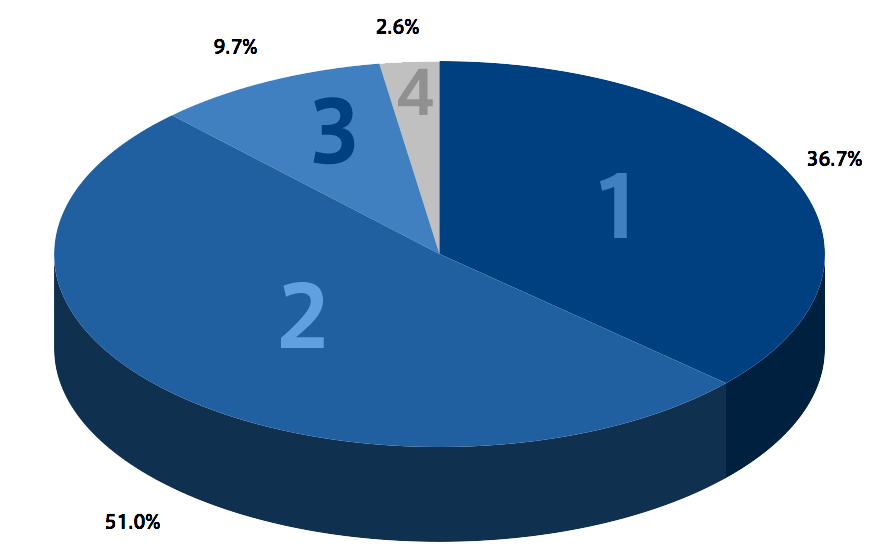
دخل ميزوهو السنوي حسب القسم (2005)
1. بنك ميزوهو
2. بنك ميزوهو للشركات
3. ميزوهو تراست
4. ميزوهو للأوراق المالية

مجموعة ميزوهو المالية. (株式会社みずほフィナンシャルグループ) ، المختصرة بالانجليزية: (MHFG) ، أو ببساطة تسمى ميزوهو ، هي شركة احتساب مصرفية مقرها الرئيسي في منطقة Ōtemachi في تشيودا ، طوكيو ، اليابان. اسم "ميزو هو  " يعني حرفيا "أرز كبيرا" باليابانية و "حصاد" بمعنى مجازي. عند تأسيسها ، كان أكبر بنك في العالم من حيث الأصول.  يعتبر مجلس الاستقرار المالي بنكًا مهمًا من الناحية النظامية.
وتحتفظ بأصول تزيد قيمتها عن 1.8 تريليون دولار أمريكي  من خلال سيطرتها على بنك ميزوهو والشركات التابعة العاملة الأخرى.  تشكل ممتلكات الشركة المجمعة ثالث أكبر مجموعة خدمات مالية في اليابان. وتحتل أعمالها المصرفية المرتبة الثالثة في اليابان بعد 
مجموعة ميتسوبيشي يو اف جيه المالية القابضة ومجموعة شركة ميتسوي سوميتومو المصرفية . إنها المؤسسة المصرفية رقم 15 في العالم من حيث إجمالي الأصول اعتبارًا من ديسمبر 2018.  إنها الشركة التسعين الأكبر في العالم وفقًا لتصنيفات فوربس اعتبارًا من مايو 2017.  وهي مدرجة في بورصة طوكيو - حيث تعد أحد مكونات مؤشري نيكاي 225 و توبكس كور30 - وفي بورصة نيويورك في شكل إيصالات إيداع أمريكية .

تقدم  ميزوهو مجموعة من الخدمات المالية، بما في ذلك الخدمات المصرفية والأوراق المالية والائتمان وخدمات إدارة الأصول، وتوظف أكثر من 59000 شخص  في 880 مكتبًا. 

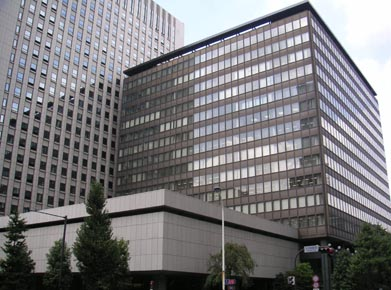
السابقة السابقة لميزوهو المالية (الآنبرج أوتيماتشي)،الفترة السابقة الرئيسيةلبنك فوجي، فيأوتيماتشي، طوكيو حتى عام 2014
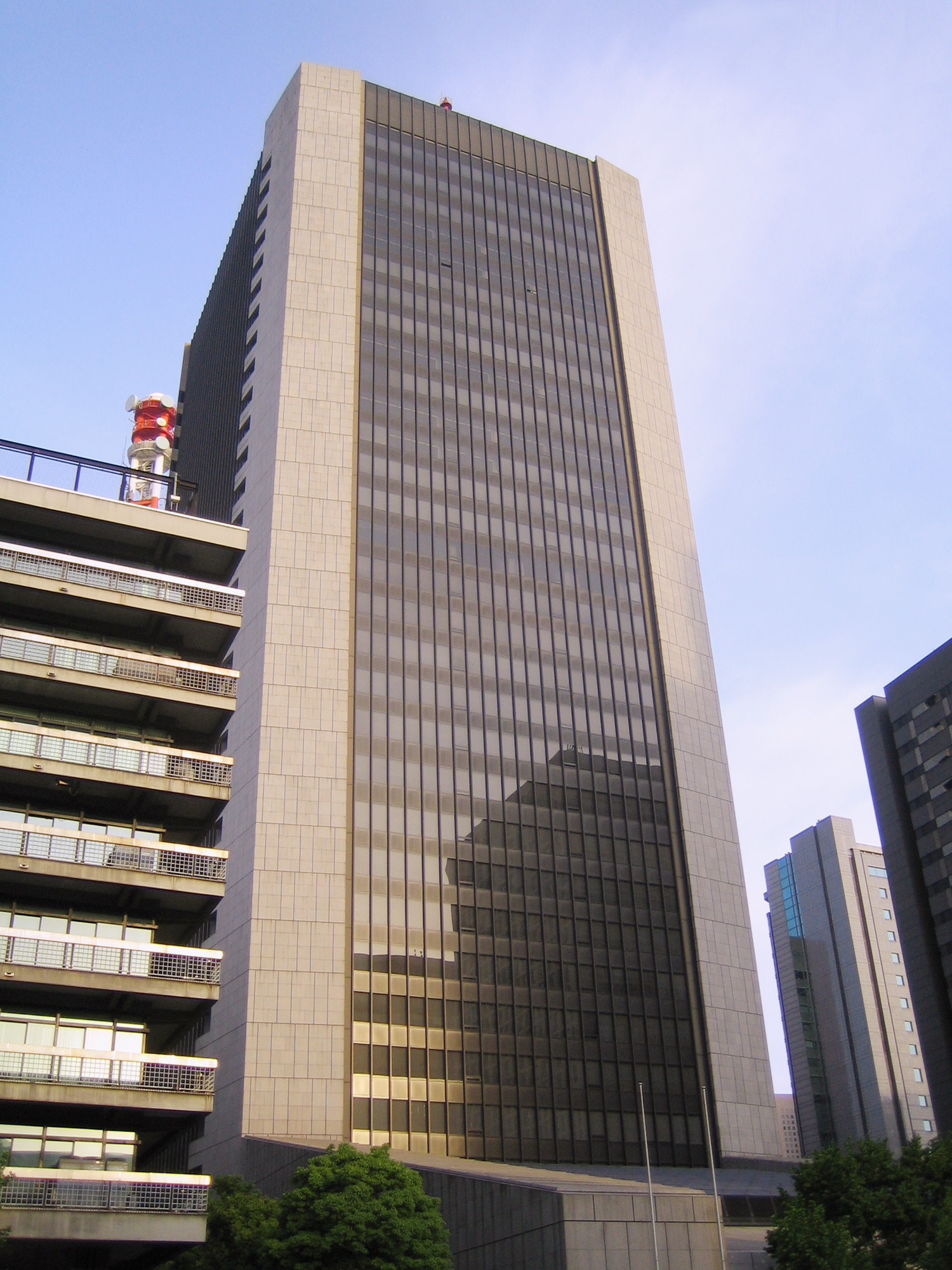
المكتب الرئيسيلبنك ميزوهفيأوتشيسايوايكو، طوكيو (انظر أيضًامبنى المكتب الرئيسي لبنك هوميز أوتشيسايوايكو)
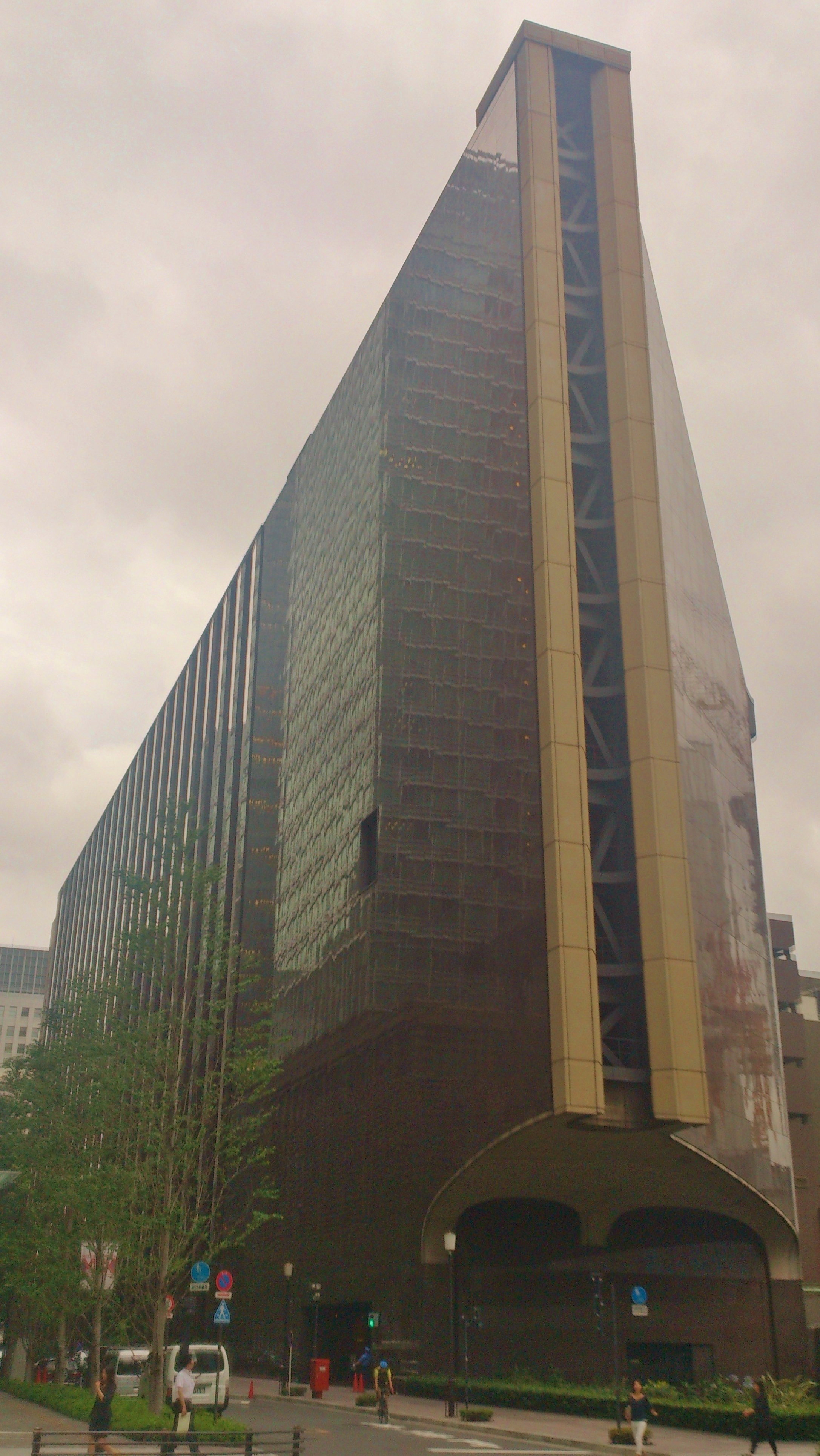
المكتب الرئيسيلبنك ميزو كوربوريت، الصفحة الرئيسية السابقةللبنك الصناعي الياباني، المتاخم للمقر الرئيسي لشركة MHFG فيأوتيماتشي، طوكيو
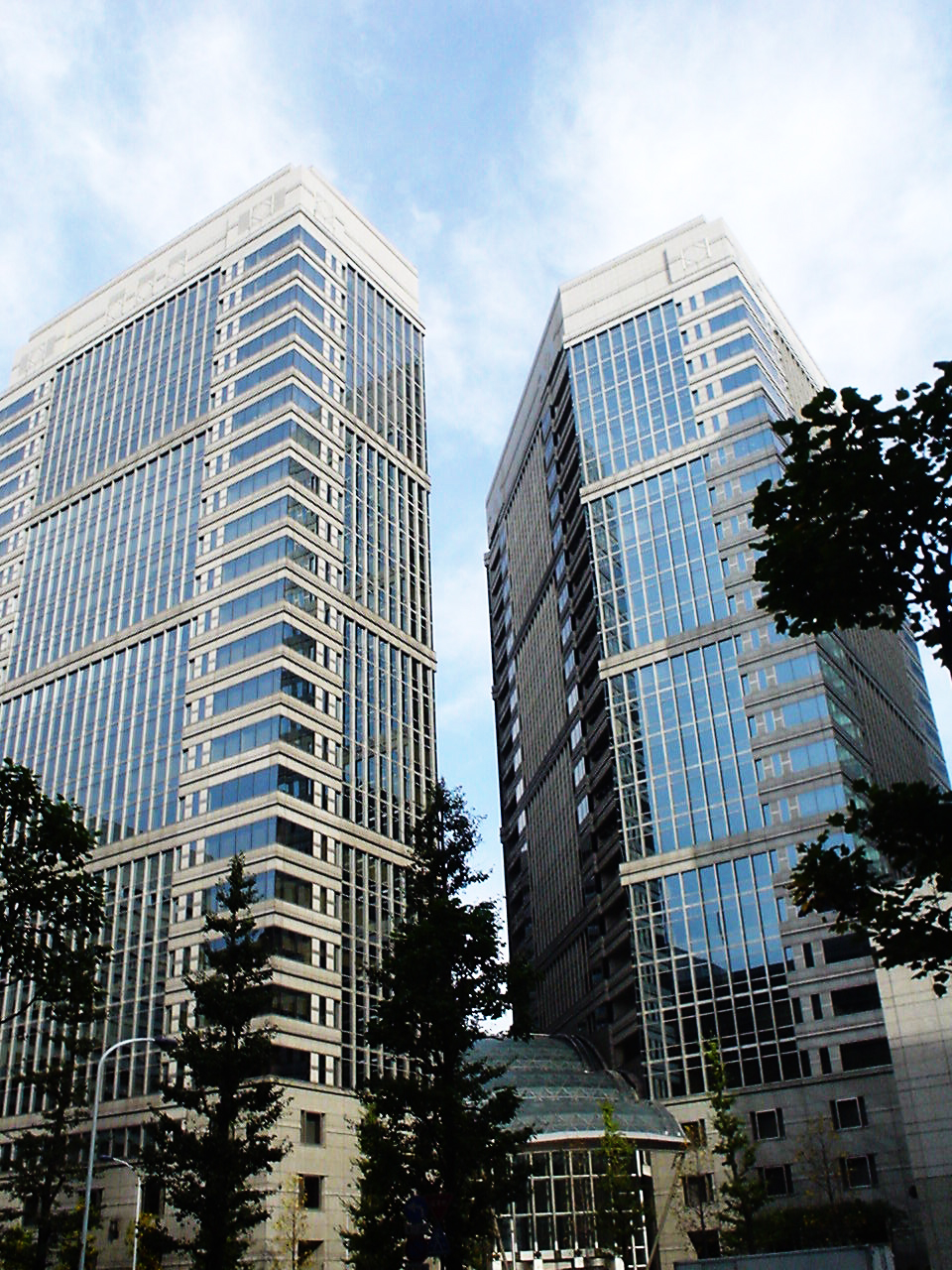
لاشركة ميزوهو للأوراق الماليةساحة أوتيماتشي الأولى، المتاخمة للمقر الرئيسي لشركة MHFG، فيأوتيماتشي، طوكيو.

## أنظر أيضاً
- بنك داي إيتشي كانجيو
- بنك فوجي
- البنك الصناعي الياباني
- قائمة البنوك في اليابان